# Wereldkampioenschappen kunstschaatsen junioren 1983
De Wereldkampioenschappen kunstschaatsen junioren zijn samen een jaarlijks terugkerend evenement dat door de Internationale Schaatsunie (ISU) wordt georganiseerd. De editie van 1983, de achtste in de reeks, vond van 14 tot en met 19 december 1982 plaats in Sarajevo, de hoofdstad van de deelstaat Bosnië en Herzegovina in de SFR Joegoslavië. Het was voor het eerst dat dit evenement in dit land plaatsvond.
Titels en medailles waren er te verdienen in de categorieën: jongens individueel, meisjes individueel, paarrijden en ijsdansen.

## Deelname
Er namen deelnemers uit 24 landen deel aan de kampioenschappen, zij vulden 66 startplaatsen in. Finland, Luxemburg, Polen en Zuid-Korea maakten na een of meerdere jaren hun rentree bij de WK-junioren. Nederland en Tsjechoslowakije vaardigden deze editie geen deelnemers af. Uit België nam Judith De Bie in het meisjestoernooi deel.
Deelnemende landen
(Tussen haakjes het totaal aantal startplaatsen in de vier toernooien.)
| Sovjet-Unie (9) Canada (6) Frankrijk (5) Oost-Duitsland (5) Verenigd Koninkrijk (5) Verenigde Staten (5) | Australië (3) China (3) Hongarije (3) Japan (3) Italië (2) Joegoslavië (2) | Oostenrijk (2) Polen (2) Zuid-Korea (2) Zweden (2) België (1) Denemarken (1) | Finland (1) Luxemburg (1) Noorwegen (1) Spanje (1) West-Duitsland (1) Zwitserland (1) |

## Medailleverdeling
De twaalf medailles gingen naar vijf landen, Oost-Duitsland (4), de Sovjet-Unie (4), de Verenigde Staten (2), Frankrijk (1) en Oostenrijk (1).
Het jongenstoernooi bracht een volledig nieuw erepodium voort. Christopher Bowman werd de achtste wereldkampioen, hij was de vierde Amerikaan na Mark Cockerell (1976), Paul Wylie (1981) en Scott Williams (1982) die deze titel bij de jongens behaalde. Philippe Roncoli op plaats twee behaalde de eerste podiumplaats voor Frankrijk bij de jongens. De Oost-Duitser Nils Köpp op plaats drie stond ook voor het eerst op het erepodium.
In het meisjestoernooi werd Simone Koch de achtste wereldkampioene, ze volgde haar landgenote Janina Wirth op. Het was ook de tweede Oost-Duitse titel bij de meisjes. Haar landgenote Karin Hendschke eindigde als tweede en op plaats drie nam de Oostenrijkse Parthena Sarafidis plaats.
Bij de paren prolongeerden Marina Avstriskaia / Yuri Kvashnin als tweede paar hun wereldtitel, hun landgenoten Larisa Seleznova / Oleg Makarov (1980, 1981) gingen hun hierin voor. Zij zorgden voor de vijfde opeenvolgende titel voor de Sovjet-Unie, Veronika Pershina / Marat Akbarov wonnen de eerste in rij in 1979. Op plaats twee behaalde het Oost-Duitse paar Peggy Seidel / Ralf Seifert hun eerste medaille. Het Sovjet-paar Inna Bekker / Sergei Likhanski behaalden na de zilveren medaille in 1982 op deze editie de bronzen medaille.
Bij het ijsdansen werden Tatiana Gladkova / Igor Shpilband het zesde kampioenspaar en zorgden ze er ook voor dat de titel voor de zesde keer en voor het zesde opeenvolgende jaar naar de Sovjet-Unie ging, Tatjana Doerasova / Sergej Ponomarenko (1978, 1979), Elena Batanova / Alexei Soloviev (1980, 1981) en Natalia Annenko / Vadim Karkachev (1982) gingen hun voor. Het was na hun tweede plaats in 1982 ook hun tweede medaille. Hun landgenoten Elena Novikova / Oleg Bliakhman werden tweede en het Amerikaanse paar Christina Yatsuhashi / Keith Yatsuhashi derde, beide paren stonden voor het eerst op het podium.
| Onderdeel | Goud                               | Zilver                          | Brons                                   |
| --------- | ---------------------------------- | ------------------------------- | --------------------------------------- |
| Jongens   | Christopher Bowman                 | Philippe Roncoli                | Nils Köpp                               |
| Meisjes   | Simone Koch                        | Karin Hendschke                 | Parthena Sarafidis                      |
| Paren     | Marina Avstriskaia / Yuri Kvashnin | Peggy Seidel / Ralf Seifert     | Inna Bekker / Sergei Likhanski          |
| IJsdansen | Tatiana Gladkova / Igor Shpilband  | Elena Novikova / Oleg Bliakhman | Christina Yatsuhashi / Keith Yatsuhashi |

## Uitslagen
| #      | naam (deelname)        | land                                    |
| ------ | ---------------------- | --------------------------------------- |
| Goud   | Christopher Bowman     | Vlag van Verenigde Staten               |
| Zilver | Philippe Roncoli (3)   | Vlag van Frankrijk                      |
| Brons  | Nils Köpp              | Vlag van Duitse Democratische Republiek |
| 04     | Marc Ferland           | Vlag van Canada                         |
| 05     | Juri Bureiko (3)       | Vlag van Sovjet-Unie                    |
| 06     | Makoto Kano (2)        | Vlag van Japan                          |
| 07     | Erik Larson            | Vlag van Verenigde Staten               |
| 08     | Andrzej Strzelec (2)   | Vlag van Polen                          |
| 09     | Frédéric Harpagès      | Vlag van Frankrijk                      |
| 10     | Vladimir Petrenko (2)  | Vlag van Sovjet-Unie                    |
| 11     | Kevin Boroczky (2)     | Vlag van Australië                      |
| 12     | Tomislav Cizmesija (3) | Vlag van Joegoslavië (1943-1992)        |
| 13     | Hiroshi Sugiyama       | Vlag van Japan                          |
| 14     | Lars Dresler (3)       | Vlag van Denemarken                     |
| 15     | Ralph Burghart (2)     | Vlag van Oostenrijk                     |
| 16     | Jeffrey Patrick        | Vlag van Canada                         |
| 17     | Luo Changyu            | Vlag van China                          |
| 18     | Gábor Gagyor           | Vlag van Hongarije                      |
| 19     | Cho Jae-hyung          | Vlag van Zuid-Korea                     |

| #      | naam (deelname)        | land                                    |
| ------ | ---------------------- | --------------------------------------- |
| Goud   | Simone Koch            | Vlag van Duitse Democratische Republiek |
| Zilver | Karin Hendschke        | Vlag van Duitse Democratische Republiek |
| Brons  | Parthena Sarafidis (2) | Vlag van Oostenrijk                     |
| 04     | Nelli Dvalishvili      | Vlag van Sovjet-Unie                    |
| 05     | Sachie Yuki            | Vlag van Japan                          |
| 06     | Monica Lipson          | Vlag van Canada                         |
| 07     | Melissa Murphy         | Vlag van Canada                         |
| 08     | Claudia Villiger       | Vlag van Zwitserland                    |
| 09     | Susan Bohring          | Vlag van Bondsrepubliek Duitsland       |
| 10     | Elise Ahonen (2)       | Vlag van Finland                        |
| 11     | Coralie Barbazan       | Vlag van Frankrijk                      |
| 12     | Zeljka Cizmesija       | Vlag van Joegoslavië (1943-1992)        |
| 13     | Judith De Bie          | Vlag van België                         |
| 14     | Rachel Ravenhill       | Vlag van Verenigd Koninkrijk            |
| 15     | Beatrice Gelmini (2)   | Vlag van Italië                         |
| 16     | Susanne Seger          | Vlag van Zweden                         |
| 17     | Diana Zovko-Nicolic    | Vlag van Australië                      |
| 18     | Judit Szalay           | Vlag van Hongarije                      |
| 19     | Fu Caishu (2)          | Vlag van China                          |
| 20     | Vibecke Sorensen       | Vlag van Noorwegen                      |
| 21     | Ji Hyun-jung           | Vlag van Zuid-Korea                     |
| 22     | Anna Parramon          | Vlag van Spanje                         |

| #      | naam (deelname)                          | land                                    |
| ------ | ---------------------------------------- | --------------------------------------- |
| Goud   | Marina Avstriskaia (2) Yuri Kvashnin (2) | Vlag van Sovjet-Unie                    |
| Zilver | Peggy Seidel Ralf Seifert                | Vlag van Duitse Democratische Republiek |
| Brons  | Inna Bekker (3) Sergei Kilhanski (3)     | Vlag van Sovjet-Unie                    |
| 04     | Manuela Landgraf Ingo Steuer             | Vlag van Duitse Democratische Republiek |
| 05     | Irina Shishova Alexei Suleimanov         | Vlag van Sovjet-Unie                    |
| 06     | Susan Dungjen Jason Dungjen              | Vlag van Verenigde Staten               |
| 07     | Danielle Carr (3) Stephen Carr (3)       | Vlag van Australië                      |
| 08     | Lisa Cushley (2) Neil Cushley (2)        | Vlag van Verenigd Koninkrijk            |
| 09     | Sun Jihong Fan Jun                       | Vlag van China                          |

| #      | naam (deelname)                             | land                         |
| ------ | ------------------------------------------- | ---------------------------- |
| Goud   | Tatiana Gladkova (3) Igor Shpilband (3)     | Vlag van Sovjet-Unie         |
| Zilver | Elena Novikova (2) Oleg Bliakhman (2)       | Vlag van Sovjet-Unie         |
| Brons  | Christina Yatsuhashi Keith Yatsuhashi       | Vlag van Verenigde Staten    |
| 04     | Christine Chiniard Martial Mette            | Vlag van Frankrijk           |
| 05     | Christine Horton (2) Michael Farrington (2) | Vlag van Canada              |
| 06     | Jo-Anne Borlase Scott Chalmers              | Vlag van Canada              |
| 07     | Colleen McGuire Bill Lyons                  | Vlag van Verenigde Staten    |
| 08     | Svetlana Liapina Georgi Sur                 | Vlag van Sovjet-Unie         |
| 09     | Stefania Calegari Pasquale Camerlengo       | Vlag van Italië              |
| 10     | Klára Engi (2) Attila Tóth (2)              | Vlag van Hongarije           |
| 11     | Doriane Bontemps Charles Paliard            | Vlag van Frankrijk           |
| 12     | Alison Perrigo (2) Michael Harding (2)      | Vlag van Verenigd Koninkrijk |
| 13     | Su-Wan Yip Robert Newton                    | Vlag van Verenigd Koninkrijk |
| 14     | Beata Kawelczyk Tomasz Politanski           | Vlag van Polen               |
| 15     | Aasa Agblad Nils Kleen                      | Vlag van Zweden              |
| 16     | Vicky Hinger Robert Hinger                  | Vlag van Luxemburg           |

Medaillewinnaars

Jongens · 
Meisjes · 
Paren · 
IJsdansen

 Toernooi

1976 · 
1977 · 
1978 · 
1979 · 
1980 · 
1981 · 
1982 · 
1983 · 
1984 · 
1985 · 
1986 · 
1987 · 
1988 · 
1989 · 
1990 · 
1991 · 
1992 · 
1993 · 
1994 · 
1995 · 
1996 · 
1997 · 
1998 · 
1999 · 
2000 · 
2001 · 
2002 · 
2003 · 
2004 · 
2005 · 
2006 · 
2007 · 
2008 · 
2009 · 
2010 ·
2011 ·
2012 ·
2013 ·
2014 ·
2015 ·
2016 ·
2017 ·
2018 ·
2019 · 
2020

 ISU-kampioenschappen

WK kunstschaatsen · 
EK kunstschaatsen · 
Viercontinentenkampioenschap · 
Olympische Spelen